# Stegolepis wurdackii
Stegolepis wurdackii är en gräsväxtart som beskrevs av Bassett Maguire. Stegolepis wurdackii ingår i släktet Stegolepis och familjen Rapateaceae.

## Underarter
Arten delas in i följande underarter:
- S. w. chimantensis
- S. w. wurdackii